# Evangelium podle Lukáše

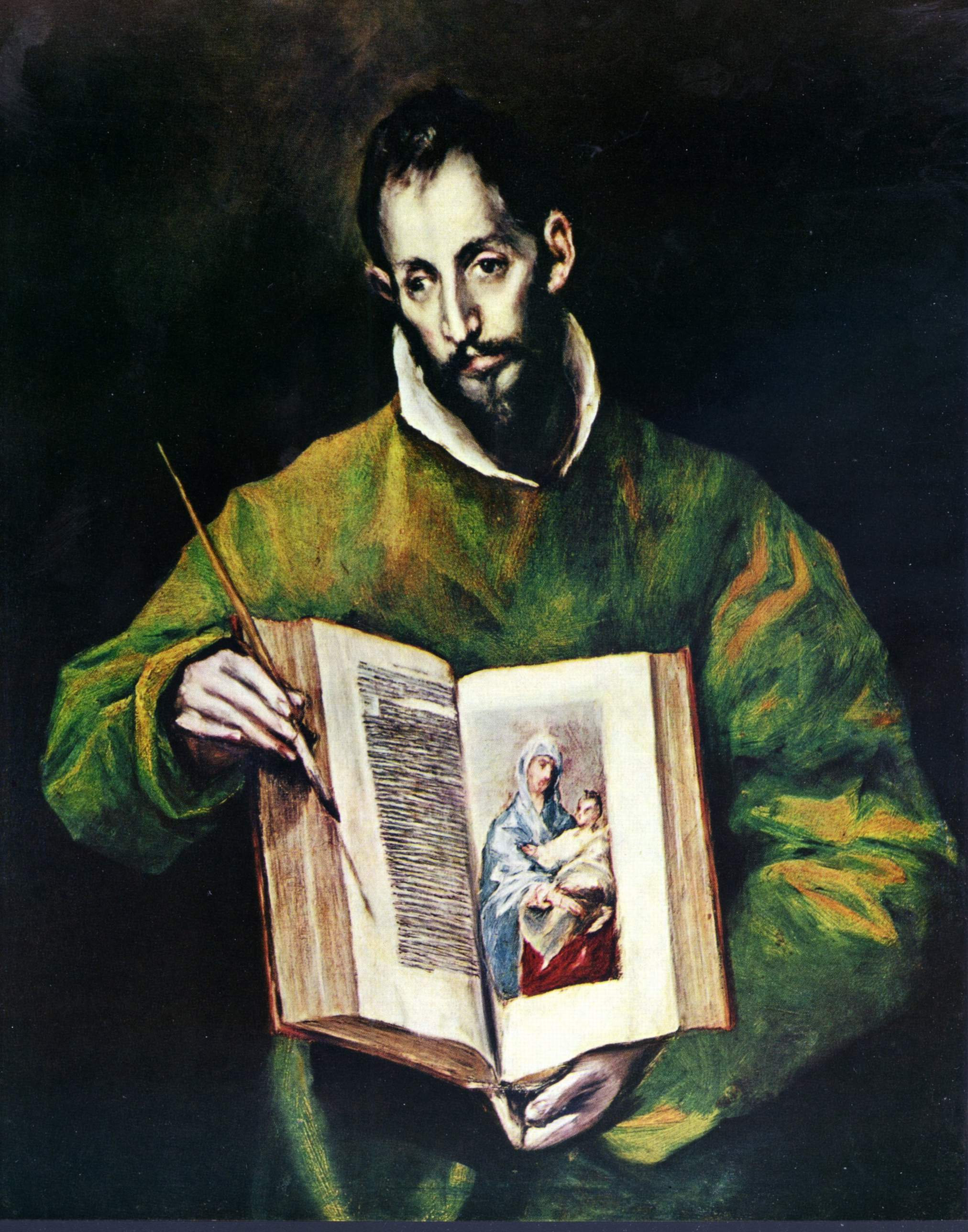
El Greco: Evangelista Lukáš
Kolem 1608, Toledo

Evangelium podle Lukáše (zkratka L nebo Lk) je třetí kniha v pořadí Nového zákona, nejdelší ze čtyř kanonických evangelií. Spolu s Matoušovým a Markovým evangeliem patří mezi tzv. synoptická evangelia. Lukášovo evangelium i Skutky apoštolů, které na ně navazují, jsou věnovány jistému Teofilovi, aby si mohl učinit přesnější obraz o věcech, o kterých již slyšel mnoho nejednotných zpráv (Lk 1, 1 (Kral, ČEP).

## Autor a původ

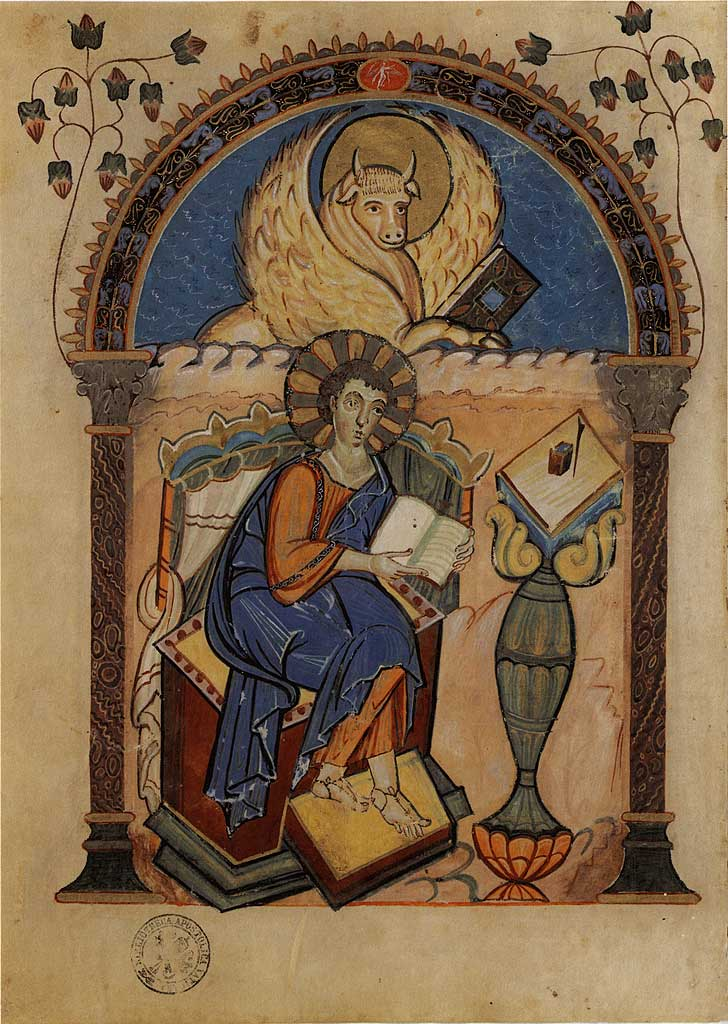
Evangelista Lukáš
Codex aureus, 8. stol.

Text je dílem vzdělaného člověka s dobrou řečtinou a s větší slovní zásobou než mají ostatní tři evangelia dohromady. Evangelium vzniklo dříve než kniha Skutků, která se na ně odvolává (Sk 1, 1 (Kral, ČEP). Stará tradice připisuje spis lékaři Lukášovi (Kol 4, 14 (Kral, ČEP), i když v evangeliu není jmenován. Nejstarším písemným dokladem je Zlomek Muratoriho (kolem 200 n. l.), Lukášovi je přičítá také Órigenés, Tertullian a další z téže doby. Lukáš doprovázel apoštola Pavla na jeho cestách, mohl hovořit s očitými svědky a nahlížet do písemných záznamů. Na základě toho křesťanská tradice usuzovala, že evangelium vzniklo nejspíše v Kaisareii někdy v době tamějšího Pavlova vězení (asi v letech 56–58 n. l.).

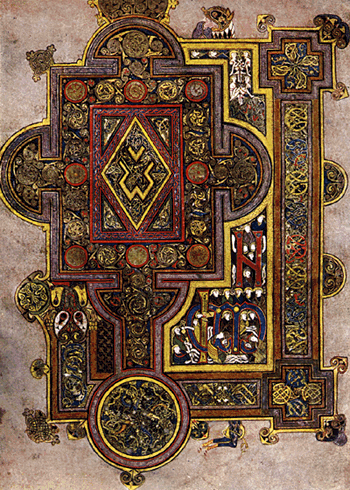
Začátek Lukášova evangelia
Book of Kells, 8. stol.

Nejstarší zachované rukopisy (papyrus P75, Sinajský a vatikánský kodex) však mají pouze nadpis „podle Lukáše“. Autor téměř jistě používal text evangelia Markova a pravděpodobně psal až po zboření Jeruzalémského chrámu roku 70. Ze srovnání s evangeliem Matoušovým soudí biblická kritika, že oba používali i dnes ztracenou sbírku Ježíšových výroků, která se obvykle nazývá Q (z něm. Quelle, pramen). Většina moderních badatelů proto soudí, že spis vznikl někdy mezi léty 70–90. Podle staré tradice psal Lukáš své evangelium na základě vyprávění Panny Marie.

## Charakteristika knihy
Lukáš zřejmě psal pro křesťany, kteří ke křesťanství konvertovali z pohanství, což už tehdy díky Pavlově reinterpretaci nepředstavovalo žádný problém. Jeho řečtina je uhlazenější než u druhých evangelií, je v ní několik latinských slov a téměř žádná hebrejská. Z 1151 veršů Lukášova evangelia je 544 vlastních, 565 téměř totožných s Mt, 430 s Mk (z toho 389 je společných všem třem). Lukáš uvádí 17 Ježíšových podobenství, která v ostatních evangeliích chybí, a 28 zřetelných citátů ze Starého zákona, vesměs podle řeckého znění.
Lukášovo evangelium se vyznačuje velkou pozorností k chudým, k ženám a dětem a vůbec k lidem na okraji společnosti. Pouze v Lukášově evangeliu je zpráva o Zvěstování Panně Marii, o pastýřích v Betlémě, o Ježíšově dětství, podobenství o milosrdném Samaritánovi, o ztraceném synu a další.

## Citáty
| „         | I když se již mnozí pokusili sepsat vypravování o událostech, které se mezi námi naplnily, jak nám je předali ti, kteří byli od počátku očitými svědky a služebníky slova, rozhodl jsem se také já, když jsem vše znovu důkladně prošel, že ti to v pravém sledu vypíši, vznešený Theofile, abys poznal hodnověrnost toho, v čem jsi byl vyučován. | “ |
| — L 1,1-4 | |   |

| „        | V patnáctém roce vlády císaře Tiberia, když Pontius Pilát spravoval Judsko a v galileji vládl Herodes, jeho bratr Filip na území Itureje a Trachonitidy a Lyzanias v Abiléně, za nejvyššího velekněze Annáše a Kaifáše, stalo se slovo Boží k Janovi, synu Zachariášovu, na poušti. | “ |
| — L 3,1n | |   |

| „           | Farizeové a jejich zákoníci reptali a řekli jeho učedníkům: "Jak to, že jíte s celníky a hříšníky?" Ježíš jim odpověděl: "Lékaře nepotřebují zdraví, ale nemocní. Nepřišel jsem volat k pokání spravedlivé, ale hříšníky." | “ |
| — L 5,30-32 | |   |

| „          | Každému, kdo tě prosí, dávej, a co ti někdo vezme, nepožaduj zpět. Jak chcete, aby lidé jednali s vámi, jednejte i vy s nimi. | “ |
| — L 6,30n. | |   |

| „          | Nesuďte a nebudete souzeni; nezavrhujte, a nebudete zavrženi; odpouštějte a bude vám odpuštěno. Dávejte a bude vám dáno; dobrá míra, natlačená, natřesená, vrchovatá vám bude dána do klína. Neboť jakou měrou měříte, takovou Bůh naměří vám. | “ |
| — L 6,37n. | |   |

| „        | Říkám to vám, svým přátelům: Nebojte se těch, kdo zabíjejí tělo, ale víc už vám udělat nemohou. | “ |
| — L 12,4 |                                                                                                 |   |

| „            | Proto vám pravím: Nemějte starost o život, co budete jíst, ani o tělo, co budete mít na sebe. Život je vždycky víc než pokrm a tělo než oděv. Všimněte si havranů: nesejí, nežnou, nemají komory ani stodoly, a přece je Bůh živí. Oč větší cenu máte vy než ptáci! | “ |
| — L 12,22-24 | |   |